# Slaven Rimac
Slaven Rimac (* 19. Dezember 1974 in Zagreb) ist ein kroatischer Basketballtrainer und ehemaliger -spieler.

## Werdegang
Rimac entstammt der Nachwuchsabteilung des Vereins KK Dubrava Zagreb. Von 1990 bis 1998 spielte er für KK Cibona Zagreb und wurde mit der Mannschaft 1993, 1994, 1995, 1997 und 1998 kroatischer Meister sowie 1995 und 1996 ebenfalls Pokalsieger. Auch bei seiner ersten Auslandsstation, Tofaş Bursa in der Türkei, gewann er Titel und errang 1999 die türkische Meisterschaft sowie 2000 die Meisterschaft und den Sieg im Pokalwettbewerb. In seinen beiden Spieljahren in Bursa hatte Rimac insbesondere in der Saison 1998/99 mit guten Angriffsleistungen überzeugt, als er in der Haupt- im Durchschnitt 16 und in der Meisterrunde 13,5 Punkte je Begegnung erzielte.
Rimac spielte bis 2012 in mehreren europäischen Ländern und zwischenzeitlich wieder in seinem Heimatland. 2004 wurde er noch einmal kroatischer Meister.

## Nationalmannschaft
Im Jahr 1996 nahm er an den Olympischen Sommerspielen teil (6,4 Punkte/Spiel). Bei der Europameisterschaft 1997 war er mit 13,4 Punkten je Begegnung zweitbester Korbschütze der Kroaten.

## Trainer
2013 wurde er Assistenztrainer von KK Cibona Zagreb und noch im selben Jahr zum Cheftrainer befördert. Er führte die Mannschaft 2014 zum Gewinn der Adriatischen Basketballliga. 2017 trat Rimac bei KK Cedevita das Amt des Assistenztrainers an. Ende Oktober 2018 wurde er dort Cheftrainer. Unter seiner Leitung gewann Cedevita 2019 den kroatischen Pokalwettbewerb, stieß in der Adriatischen Basketballliga ins Halbfinale sowie in der kroatischen Liga in die Endspielserie vor. 2019/20 betreute Rimac als Cheftrainer die Mannschaft KK Cedevita Olimpija, die aus dem Zusammenschluss von Petrol Olimpija and Cedevita Zagreb entstanden war. Ende Januar 2020 trennte er sich von Cedevita Olimpija. Im August 2021 trat er beim deutschen Bundesligisten FC Bayern München unter Andrea Trinchieri das Amt des Assistenztrainers an.
Im Sommer 2023 kehrte Rimac nach Kroatien zurück und wurde Cheftrainer von KK Split.

## Sonstiges
Sein Vater Matan war von 1979 bis 1981 Trainer von Jugoplastika Split.